# Liga del Fútbol Profesional Boliviano 1988
La Liga del Fútbol Profesional Boliviano 1988 è stata la 12ª edizione della massima serie calcistica della Bolivia, ed è stata vinta dal Bolívar.

## Formula
Il campionato si disputa con il girone unico; le prime sette passando alla seconda fase, da cui quattro squadre si qualificano poi alle semifinali. Ciascuna fase nomina un campione che prende parte alla finalissima che determina il vincitore del titolo nazionale.

## Prima fase
| Pos. | Squadra           | Pt | G  | V  | N | P  | GF | GS | DR  |
| ---- | ----------------- | -- | -- | -- | - | -- | -- | -- | --- |
| 1.   | Bolívar           | 35 | 24 | 15 | 5 | 4  | 53 | 22 | +31 |
| 2.   | The Strongest     | 31 | 24 | 13 | 5 | 6  | 41 | 28 | +13 |
| 3.   | Wilstermann       | 29 | 24 | 12 | 5 | 7  | 35 | 16 | +19 |
| 3.   | Oriente Petrolero | 29 | 24 | 11 | 7 | 6  | 36 | 27 | +9  |
| 5.   | Blooming          | 26 | 24 | 10 | 6 | 8  | 39 | 29 | +10 |
| 5.   | Deportivo Lítoral | 26 | 24 | 10 | 6 | 8  | 34 | 29 | +5  |
| 7.   | Destroyers        | 25 | 24 | 9  | 7 | 8  | 40 | 37 | +3  |
| 7.   | Always Ready      | 25 | 24 | 9  | 7 | 8  | 29 | 35 | -6  |
| 9.   | Real Santa Cruz   | 21 | 24 | 8  | 5 | 11 | 27 | 45 | -18 |
| 10.  | San José          | 20 | 24 | 8  | 4 | 12 | 39 | 40 | -1  |
| 11.  | Ciclón            | 19 | 24 | 8  | 3 | 13 | 29 | 47 | -15 |
| 12.  | Univ. Sucre       | 16 | 24 | 6  | 4 | 14 | 23 | 43 | -20 |
| 13.  | Aurora            | 10 | 24 | 7  | 5 | 14 | 21 | 48 | -27 |

## Seconda fase

### Serie A
| Pos. | Squadra           | Pt | G | V | N | P | GF | GS | DR |
| ---- | ----------------- | -- | - | - | - | - | -- | -- | -- |
| 1.   | Oriente Petrolero | 10 | 6 | 4 | 2 | 0 | 9  | 3  | +6 |
| 2.   | Destroyers        | 8  | 6 | 3 | 2 | 1 | 9  | 6  | +3 |
| 3.   | Blooming          | 4  | 6 | 2 | 0 | 4 | 6  | 10 | -4 |
| 4.   | Wilstermann       | 2  | 6 | 0 | 2 | 4 | 3  | 8  | -5 |

### Serie B
| Pos. | Squadra           | Pt | G | V | N | P | GF | GS | DR |
| ---- | ----------------- | -- | - | - | - | - | -- | -- | -- |
| 1.   | Bolívar           | 6  | 4 | 3 | 0 | 1 | 8  | 4  | +4 |
| 2.   | The Strongest     | 4  | 4 | 2 | 0 | 2 | 6  | 5  | +1 |
| 3.   | Deportivo Lítoral | 2  | 4 | 1 | 0 | 3 | 4  | 9  | -5 |

### Semifinali

#### Andata
| Arbitro: | Barrancos |

|            |           |  |
| Amodeo 74’ | Marcatori |  |

| La Paz 11 gennaio 1989, ore 21:00 | Bolívar   | 0 – 0 referto | Destroyers | Estadio Hernando Siles\| Arbitro: \| Antequera \| |
| Arbitro:                          | Antequera |               |            |                                                   |

#### Ritorno
| Arbitro: | Orihuela |

|                                     |           |           |
| Ortega 33’ Orellana 56’ Giménez 83’ | Marcatori | 31’ Ávila |

| Arbitro: | Peña |

|                            |           |  |
| Revellez 2’ Etcheverry 64’ | Marcatori |  |

### Finale

#### Andata
| Arbitro: | Barrancos |

|                    |           |                                    |
| Sánchez 66’ (rig.) | Marcatori | 52’ Ayaviri 81’ Illanes 86’ Ortega |

#### Ritorno
| Arbitro: | Ortubé |

|                          |           |  |
| Giménez 24’ Orellana 93’ | Marcatori |  |

## Finale del campionato
| Arbitro: | Aliaga |

|                                |           |  |
| Urruti 5’ Hirano 76’ Takeo 90’ | Marcatori |  |

## Verdetti
- Bolívar campione nazionale
- Bolívar e The Strongest in Coppa Libertadores 1989
- Aurora retrocesso

## Classifica marcatori
| Gol |  |  | Giocatore             | Squadra           |
| --- |  |  | --------------------- | ----------------- |
| 21  |  |  | Luis Fernando Salinas | Bolívar           |
| 16  |  |  | Claudio Chena         | Blooming          |
| 15  |  |  | Erwin Sánchez         | Destroyers        |
| 13  |  |  | Jorge Hirano          | Bolívar           |
| 11  |  |  | Arturo García Yale    | Oriente Petrolero |
| 11  |  |  | Modesto Molina        | Real Santa Cruz   |
| 11  |  |  | Néstor Orellana       | The Strongest     |
| 11  |  |  | Juan Carlos Sánchez   | Deportivo Lítoral |
| 10  |  |  | Wilson Cortez         | Wilstermann       |
| 10  |  |  | Abelardo Rojas        | San José          |